# اشتباكات غزة وإسرائيل (نوفمبر 2018)
اشتباكات غزة وإسرائيل هي اشتباكات اندلعت في 11 نوفمبر 2018 على إثر عمليةٍ سرية إسرائيلية نُفذت في منطقة خان يونس جنوبي قطاع غزة، وقد قُتل 7 فلسطينيين في هذا الهجوم، ومن الجانب الإسرائيلي، قُتل واحد، وأيضًا أُصيب 6 فلسطينيين وإسرائيلي واحد.
حسبَ ما ذكرت كتائب الشهيد عز الدين القسام الجناح المُسلح لحركة حماس، بأنَّ القوات الإسرائيلية تسللت لمسافة ثلاثة كيلومترات داخل قطاع غزة باستخدام سيارةٍ مَدنية يقودها الجُنود، وبعضهم كان يرتدي زي امرأة، وقد أوقفهم القائد المَحلي نور بركة الذي طلب منهم إبراز بطاقاتهم الشخصية، وردًا على ذلك أطلقوا النار عليه وقتلوه بسلاحٍ كاتمٍ للصوت، وفيما بعد تابع مُقاتلو حماس السيارة وهي تُقاد إلى بستانِ زيتون حيثُ كانت بانتظارها طائرة مروحية، كما أطلقت الدبابات والطائرات الإسرائيلية النَّار في المنطقة لتوفير غطاء لهروب السيارة، وبعد أن استقل الجنود الإسرائيليون الطائرة المروحية، قامت الطائرة بتدمير السيارة.
خلال المطاردة وفي القتال التالي الذي حصل، قُتل ستة فلسطينيين وجندي إسرائيلي واحد، وقد حددت وزارة الصحة في غزة أسماء القتلى وهم نور الدين محمد سلامة بركة، ومحمد ماجد موسى القرا، وعلاء الدين محمد قويدر، ومصطفى حسن محمد أبو عودة، ومحمود عطا الله مصبح، وعلاء فسيفس، وعمر ناجي مسلم أبو خاطر. من بينهم 6 من حماس، والسابع من ألوية الناصر صلاح الدين الجناح العسكري للجان المقاومة الشعبية. وفقًا لتقارير الشهود فقد قتل 3 منهم بإطلاق النار على الأرض، وثلاثة بالغارات الجوية، وواحد في وقتٍ لاحق نتيجةً لجراحه.
قام الجيش الإسرائيلي بتكذيب الشائعة حول اختطاف جندي إسرائيلي، ولكنه لم يقدم حتى الآن روايته للحدث بخلاف الإشارة إلى أنه «لم يقصد به قتل أو اختطاف إرهابيين، ولكن لتعزيز الأمن الإسرائيلي»، كما قال رئيس الجيش الإسرائيلي غادي إيزنكوت إنَّ «هذه العملية ذات مغزى كبير لأمن إسرائيل».

## تبادل إطلاق النار اللاحق
بعد تنفيذ القوات الإسرائيلية للعملية السرية، أُطلق 17 صاروخًا من غزة نحو إسرائيل، حيثُ أُسقطت ثلاثة منها، وتسببت هذه الصواريخ في إطلاق صافرات الإنذار في جنوب إسرائيل، وعلى إثر ذلك قامت السلطات الإسرائيلية بتغيير مسار هبوط الطائرات في مطار بن غوريون، وفي التجمعات القريبة من حدود غزة، أُلغيت الفصول الدراسية صباح الاثنين ونُصح المزارعون بعدم العمل في حقولهم.
وفي اليوم التالي تاريخ 12 نوفمبر 2018، استمرَ إطلاق الصواريخ، وبحسب مصادر الجيش الإسرائيلي، فإنه قد أُطلق ما لا يقل عن 300 صاروخ من غزة إلى إسرائيل، مما أسفر عن جرح تسعة مدنيين، كما اعترضت القبة الحديدية 60 صاروخ، وأنَّ معظم هذه الصواريخ سقطت في مناطق مفتوحة وبالتالي لم تقع إصابات أو أضرار في الممتلكات. أصاب صاروخ من نوع كورنت مُضاد الدبابات حافلةً كانت تقل جنودًا إسرائيلين وأصاب جنديًا بجروحٍ خطيرة. نشرت شبكة أخبار القدس على تويتر لقطاتٍ يظهر فيها الصاروخ عند إصابته للحافلة. ذكرت الفصائل في غزة أنَّ الهجمات التي جرت خلال اليوم كانت ردًا على العملية السرية الإسرائيلية أمس. في الليل، أصاب صاروخ مبنى سكني بشكلٍ مُباشر في عسقلان، مما أسفر عن مقتل رجلٍ فلسطيني من الخليل وإصابة امرأتين إسرائيليتين.
نفذَ الطيران الإسرائيلي غاراتٍ جوية على أكثر من 70 هدفًا في غزة، ومن بينها المبنى الذي يستضيف فضائية الأقصى حيث سُويَّ المبنى في الأرض، وبعد فترةٍ قصيرة دمرت الغارات الجوية فُندق الأمل.
ووفقًا للمصادر فلسطينية، فقد قُتل ثلاثة فلسطينيون بنيران الدبابات الإسرائيلية وأصيب تسعةٌ آخرون.

## وقف إطلاق النار
استطاعت الجهود المصرية تثبيت ووقف إطلاق النار بين غزة وإسرائيل، حيثُ أكدت الغرفة المشتركة لفصائل المقاومة في غزة أنَّ غزة ستلتزم بهذا الإعلان طالما التزمت به إسرائيل، وفيما بعد أكدَّ الكابنيت الإسرائيلي دعم التوصل لتهدئة مع الفصائل في غزة. حسب وسائل إعلام عربية، فقد تدخل رئيس المخابرات المصرية عباس كامل شخصيًا في المحادثات وطلب من حماس ضبط النفس.
أكدت شركة الأخبار الإسرائيلية أنَّ وزير الدفاع أفيغدور ليبرمان، ووزيرة القضاء أييلت شاكيد، ووزير التعليم نفتالي بينيت قد صوتوا جميعًا مع اقتراح وقف إطلاق النار. بعد التوصل للتهدئة أعلنَ جيش الاحتلال الإسرائيلي أن الفصائل الفلسطينية أطلقت 460 قذيفة صاروخية من قطاع غزة، وأنها استهدفت 160 موقعًا لحماس والجهاد الإسلامي.

## ردود الأفعال

### محليًا
فلسطينيًا
- ندد فوزي برهوم، المتحدث باسم حركة حماس، بما وصفه بـ «الهجوم الإسرائيلي الجبان».[23]
- أعلن عضو اللجنة المركزية حسين الشيخ، بأنَّ رئيس دولة فلسطين محمود عباس قرر اختصار جولته الخارجية والعودة إلى أرض الوطن، لمتابعة التطورات المتلاحقة، والعدوان الإسرائيلي على قطاع غزة، كما أكد أن الرئيس يواصل اتصالاته منذ وعلى كافة المستويات، لضمان وقف العدوان الإسرائيلي على غزة وحماية الشعب الفلسطيني.[24]
- تقدم وزير الخارجية والمغتربين الفلسطيني رياض المالكي بطلب لعقد اجتماعٍ طارئ على مستوى المندوبين الدائمين في جامعة الدول العربية لبحث تطورات.[25]
- تظاهر عشرات النشطاء الفلسطينيين وعدد من المتضامنين الأجانب على دوار ابن رشد وسط مدينة الخليل رفضًا للعدوان الإسرائيلي على غزة مطالبين بممارسة الضغط على إسرائيل لإنهاء العدوان.[26]
- أكد إسماعيل هنية رئيس المكتب السياسي لحركة حماس، أنه في حال توقفت إسرائيل عن عدوانها فيمكن العودة إلى تفاهمات وقف إطلاق النار، وقال «لقد دافعت المقاومة عن شعبها ونفسها أمام العدوان الإسرائيلي، وشعبنا الفلسطيني كعادته احتضن المقاومة بكثير من الصبر والفخر».[27]
- بعد إعلان التهدئة، انطلقت عدة مسيرات في محافظات قطاع غزة ابتهاجًا بالنصر ودعمًا للمقاومة وجهودها في التصدي للعدوان الإسرائيلي، وتوجهت المسيرات إلى بيت القائد في كتائب القسام نور الدين بركة الذي استشهد خلال عملية للقوات الخاصة في خزاعة جنوب قطاع غزة.[28]

إسرائيليًا
- قام رئيس الوزراء الإسرائيلي بنيامين نتانياهو بقطع زيارته إلى فرنسا وعاد لترأس جلسة لمجلس الأمن بشأن هذه الاشتباكات.[29]
- بثت القناة الإسرائيلية 20، فيديو لإشعال عدد من الإسرائيليين إطارات السيارات احتجاجًا على التهدئة مع الفصائل الفلسطينية بغزة.[30]

### عربيًا
- استنكر المكتب السياسي لحركة أنصار الله في اليمن التصعيد العدواني على قطاع غزة، واستنكر كافة الانتهاكات السافرة بحق الشعب الفلسطيني وبما يخالف كل التشريعات السماوية والأعراف الإنسانية والقوانين الدولية.[31]
- الكويت طلبت الكويت وبوليفيا عقدَ اجتماعٍ عاجل لمجلس الأمن لبحث تصعيد العنف في قطاع غزة.[32]
- استنكر عبد الأمير قبلان رئيس المجلس الإسلامي الشيعي الأعلى العدوان الإسرائيلي المتواصل على الشعب الفلسطيني.[33]
- حزب الله: أصدر بيانًا أدان فيه «العدوان الصهيوني المتواصل على قطاع غزة وعملية الاغتيال البشعة التي قامت بها قوات الاحتلال ضدّ أحد قادة المقاومة، وأدت إلى استشهاده وعدد من الإخوة المجاهدين»، وأشاد «بيقظة المقاومة الفلسطينية وتصديها لتوغّل القوّة الإسرائيلية الغازية وإيقاعها قتلى وجرحى بين أفرادها، رغم زج العدو بطيرانه الحربي وتنفيذه غارات عدة».[34]

### منظمات وهيئات
- حركة حماس
- الجمهورية العربية المصرية
- حركة فتح
- حركة الجهاد الاسلامي
- الكيان الصهوني